# Chiesa di San Giovanni Battista (Pesaro)
La chiesa di San Giovanni è una chiesa tardo rinascimentale di Pesaro. 

## Storia

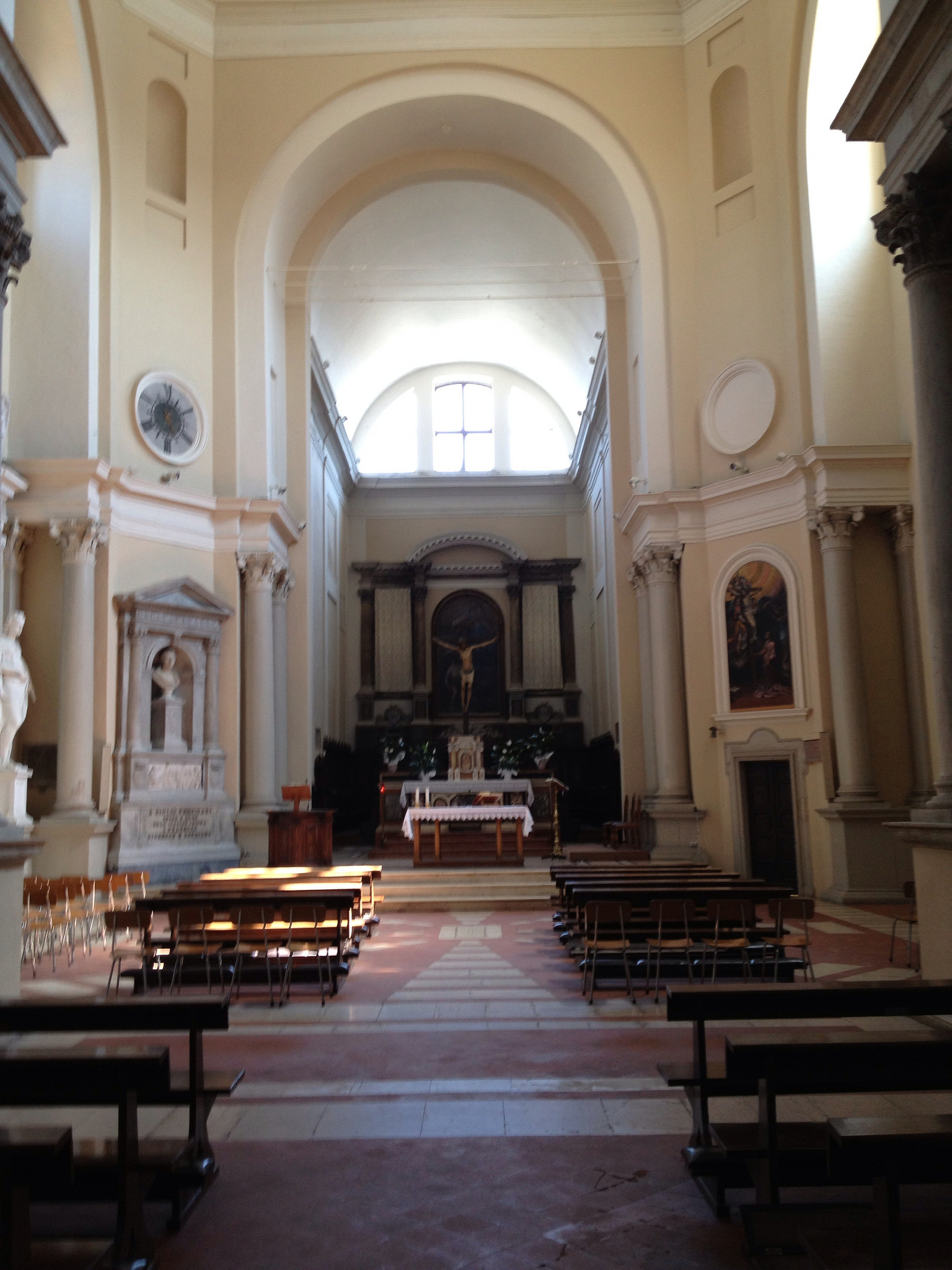
L'interno

Già prima del Cinquecento si ha testimonianza di un mausoleo costruito per volere di Alessandro Sforza, che però viene demolito come la chiesa antistante nel 1536 per volere del duca Francesco Maria I Della Rovere.
La nuova chiesa è stata progettata dall'architetto urbinate Gerolamo Genga (1476-1551) nel 1537 ed è stata portata a termine dal figlio Bartolomeo (1518-1558).
Nel 1543 il duca di Urbino Guidobaldo II Della Rovere e sua moglie Vittoria Farnese pongono la prima pietra della chiesa. Sarà completata e consacrata nel 1656, ad eccezione della facciata e dei fianchi, che rimangono tutt'oggi incompiuti, sia per colpa delle difficoltà finanziarie del Ducato che per l'insistenza dei frati nel mantenere la chiesa il meno sfarzosa possibile, in ordine con la loro vocazione. Nonostante ciò Giorgio Vasari le attribuì il nome di "bel San Giovanni".
Fino al XVII secolo erano ospitate le tombe di Almerici, Antaldi, Baldassini, Gavardini e Perticari.
Nel 1860, con la soppressione delle corporazioni religiose, la chiesa e il convento vengono indemaniati e nel 1867 vengono adibiti ad uso militare. Durante la prima e la seconda guerra mondiale funge da deposito di armi e munizioni.
Nel 1975 il ministro della difesa Arnaldo Forlani restituisce il chiostro ai frati minori.
Il 26 ottobre 2016 il terremoto del Centro Italia danneggia la chiesa, riaperta pochi anni dopo.

## Architettura
L'interno è a croce latina con presbiterio ottagonale e nove altari (dei quali ne rimangono cinque).
All'interno della chiesa sono conservati: un affresco di scuola riminese del Quattrocento, due tele di Gian Giacomo Pandolfi e una attribuita ad un suo allievo, un'altra tela della scuola del Barocci e il monumento funebre neoclassico del poeta Giulio Perticari, opera di Luigi Mainoni.
Fa parte della chiesa anche il convento che oggi ospita la Biblioteca San Giovanni.